# Pirangi
Pirangi è un comune del Brasile nello Stato di San Paolo, parte della mesoregione di Ribeirão Preto e della microregione di Jaboticabal.